# (5853) 1992 QG
1992 كيو جي (ويعرف أيضًا باسم (5853) 1992 كيو جي وفق تسمية الكوكب الصغير) (بالإنجليزية: 1992 QG)‏ هو كويكب ضمن حزام الكويكبات؛ وترتيبه 5853 من حيث الاكتشاف.
اكتُشف هذا الجُرم الفلكي بواسطة هيروشي كانيدا في 26 أغسطس 1992.

## وصلات خارجية
- (5853) 1992 QG في قاعدة بيانات مختبر الدفع النفاث لأجرام النظام الشمسي الصغيرة

- الاكتشاف · مخطط المدار ·  العناصر المدارية · المعلمات المادية

- (5853) 1992 QG على موقع ويكي سكاي: DSS2, SDSS, GALEX, IRAS, Hydrogen α, X-Ray, Astrophoto, Sky Map, Articles and images